# Alexander Elliott Davidson
Alexander Elliott Davidson, britanski general, * 1880, † 1962.